# コカレロ
コカレロ（英語: Cocalero）はコカの葉とジュニパー、オレンジピールなどのハーブをブレンドしたリキュール。

## 概要
コカレロは南米原産のハーブと文化にインスパイアされたアイルランド産のハーブリキュールである。「コカレロ」とは「コカの葉の生産者」の意味（en:Cocalero参照）。
アイルランドのスピリッツ・リキュールのメーカー「イントレピッド・スピリッツ（Intrepid Spirit）」の商品であり、同社の商品群の中で最も成功を収めているブランドである。
蒸気蒸留製法によって抽出したエッセンシャルオイルに朝鮮人参、ジュニパー、アマゾンガラナ、オレンジピール、ジンジャーなど、17種類のボタニカルをブレンドした独自のレシピによって作られている。なお、コカの葉に含まれる麻薬成分（アルカロイド）は蒸留の過程で全て取り除かれる。
コカレロは数多くの国、地域で販売されており、日本ではアイディ商事を通じて2014年より販売が行われている。

## ラインナップ
コカレロ・クラシコ(COCALERO CLASICO)
透明感のあるグリーンの液色が特徴。
コカレロ・ネグロ(COCALERO NEGRO)
アヒパンカと呼ばれる南米特産の唐辛子等を加えたスパイシーなテイスト。
日本では2018年より販売。
コカレロ・ヴィーダ(COCALERO VIDA)
パッションフルーツ、ピンクグァバなどのスーパーフルーツのフレーバーを加えたピンク色の液色が特徴。
日本では2023年より販売。
コカレロ・デ・アルトゥーラ(COCALERO DE ALTURA)
コカレロの最上位アイテム。
ボリビアの首都ラパスの蒸留所で作られている。ラパスは標高3600メートルの高地にあり、気圧の関係からアルコールの沸点は摂氏70度まで下がるため、ボタニカルと蒸留酒の反応が穏やかに進み、繊細なフレーバーが引き立ち、より芳醇な香りが生まれるとされる。
日本では2020年に数量限定発売。2021年に再販売。

## 日本での流行
日本では、甘い味とその後にくる強いアルコール感からSNSを中心に｢キマる｣と話題となり、2016年から2017年にかけてクラブ、フェスのパリピを中心に爆発的なヒットをした。

### 経緯
2000年代後半、香港ではバー文化が花開くのだが、その当時に香港に滞在していたアイデイ商事取締役の土居影久は、美味しくて気軽にカクテルが飲めるようなリキュールを求めて、2012年頃にコカレロと出合った。コカレロが日本人に合うのではないかと考えた土居が、心斎橋（大阪市中央区）のバー50軒ほどにコカレロを仕入れてもらったところ、コカレロはすぐに若い人に受け入れられたという。
2015年には、コカレロの東京進出が決まり、土居も日本に本帰国した。香港時代の経験、つながりを活かして、イベントやバーなどに物品協賛をしていき、徐々に東京でもコカレロの名前が広く知られるようになり、上述のように爆発的なヒットを生む。
2018年に入るとブームは落ち着いてきたものの、それでも2018年夏の週末には10件以上のコカレロ関係のイベントが開催されており、定番ドリンクとして定着しつつあることがうかがえる。
日本国内のマーケットにおいては、販売開始以来、毎年1万ケース以上の伸びを見せており、他のリキュール類の販売が苦戦するなかで、発売から数年で輸入リキュール市場で2位まで上昇し、2019年は2017年対比で170パーセント増となっている。
日本では主に業務用チャネルで販売されていたコカレロだったが、2020年より家庭用チャネルに本格参入している。これにはコロナ禍の影響で家飲み需要が高まり、それまで業務用チャネルでコカレロを楽しんでいたファン層が家飲みにシフトし、家庭用チャネルやネット通販での購入が増加傾向にあることも影響している。
2024年からは国分西日本（国分グループ）もコカレロを正規取り扱い品に加えている。

### 人気の背景
コカレロが人気となった背景には、テキーラ、イエーガーマイスターといったハードリキュールを氷や水、ほかのドリンクで割らずにショットグラスでそのままイッキ飲みする「ショット」がトレンドとなっており、この流れに乗ってコカレロも人気になったものだと推測される。
イエーガーマイスターはレッドブルで割って飲む「イエーガー・ボム」という飲み方も人気となったのだが、コカレロも同様にレッドブルで割る「コカボム」という飲み方が人気の火付け役となっている。

## コカレロを使用したカクテルの例
コカレロを使用したカクテルを以下に例示する。
コカボム
下記参照。
ヴィーダ・ロワイヤル
コカレロ・ヴィーダをスパークリングワインで割る。
ハイジャック
コカレロにジャックダニエルをフロートさせる。
コカレロコーク
コカレロをコカ・コーラで割るロングドリンク。レモンスライスを飾る。
コカレロトニック
コカレロをトニックウォーターで割るロングドリンク。レモンスライスを飾る。
パチャママ
コカレロ・デ・アルトゥーラをグレープフルーツジュースで割り、トニックウォーターでフルアップ。ミントを飾ったロングドリンク。

### コカボム
コカボムはコカレロを使用したカクテル。コカレロのレッドブル割りである。
特徴的なひょうたん型の専用のグラス（ボムグラス）で提供され、下の部分がレッドブルなどの割り材、上の部分がコカレロとなっている。コカボムが人気となったのは、カクテルの飲みやすさもあるが、専用グラスと二層に色の分かれた状態がインスタ映えしやすかったためではないかと考えられている。
下の部分に入れる割り材はレッドブルの他にトマトジュース、コーラ、トニックウォーター、紅茶など色々変えても楽しめる。また、レッドブルの場合は最後にライムを絞る、トマトジュースの場合はトマトジュースの上にタバスコを1滴、コカレロには生ライムを絞って黒胡椒を振るといったレシピもある。